# 横浜市立小田中学校
横浜市立小田中学校(よこはましりつこだちゅうがっこう)は、神奈川県横浜市金沢区にある公立中学校。1992年(平成4年)創立。
金沢区富岡西と磯子区杉田の境界付近に位置する。横浜市立小田小学校が隣接している。

## 沿革
- 1992年 - 創立
- 2012年 - 学校創立20周年記念式典 催行[1]

## 通学区域
- 磯子区
  - 杉田六丁目（一部）・七丁目・八丁目（一部）・九丁目（一部）
- 金沢区 
  - 富岡西一丁目（一部）・二丁目（一部）・三丁目（一部）・四丁目（一部）
  - 富岡東一丁目（一部）・三丁目（一部）

進学前小学校は小田小学校、梅林小学校（一部）、西富岡小学校（一部）である。

## 交通
京急本線 京急富岡駅よりバス利用。小田中学校バス停下車 徒歩1分。